# Motorola C650
Il Motorola C650 è un telefono uscito nel 2004. L'unico schermo ha una risoluzione di 128x128 pixel con circa 65k colori. È possibile riprodurre file MP3, AAC, AAC+, AMR, 3GP e Mp4. È presente il supporto con giochi Java grazie alla piattaforma J2ME integrata. La memoria interna è di 1,8 megabyte non espandibile.
La fotocamera integrata è di 0,31 megapixel, con risoluzione massima di 640x480 pixel, lo zoom digitale è 4x.
Per la connettività è presente il supporto a Wap 2.0 e GPRS. Non è presente né il Bluetooth né l'IrDA ma solo una porta Mini-USB.
La batteria originale dura 215 ore in stand-by e 380 minuti in conversazione.